# サヴォア (戦艦)
| イラストは本艦の設計の基となった「ブルターニュ」のもの。 | |
| 艦歴                                                     | |
| 発注                                                     | ペノエ社サン・ナゼール造船所 |
| 起工                                                     | 1914年6月12日 |
| 進水                                                     | |
| 就役                                                     | |
| 退役                                                     | |
| その後                                                   | 1915年にギリシャ政府より契約キャンセル。フランス海軍により建造続行するも1916年に建造中止、解体処分。 |
| 除籍                                                     | |
| 性能諸元                                                 | |
| 排水量                                                   | 常備：23,230トン 満載：25,000トン |
| 全長                                                     | 165.81m 164.9m（水線長） |
| 全幅                                                     | 26.911m |
| 吃水                                                     | 9.0m（常備） 9.8m（満載） |
| 機関                                                     | ニクローズ式石炭・重油混焼水管缶24基 ＋パーソンズ式直結タービン（低速・高速）2組4軸推進 |
| 最大 出力                                                | 29,000hp |
| 最大 速力                                                | 20.0ノット |
| 航続 距離                                                | 10ノット/4,700海里 |
| 燃料                                                     | 石炭：900トン（常備）、2880トン（満載） 重油：300トン |
| 乗員                                                     | 1,124名 |
| 兵装                                                     | Model 1912 34cm（45口径）連装砲5基 Model 1910 13.9cm（55口径）単装速射砲22基 7.6cm（45口径）単装速射砲12基 オチキス 47mm（43口径）単装機砲4基 45cm水中魚雷発射管単装4基 機雷30個                                                                                       |
| 装甲                                                     | 舷側：270mm（水線部主装甲）、170～250mm（艦首尾部）、250mm（最上甲板中央部）、150mm（最上甲板前後部）： 甲板：115（30+40+45）mm 主砲塔：400mm（前盾） 主砲バーベット：270mm（甲板上部）、250mm（甲板下部） 副砲ケースメイト部：180mm（最厚部） 司令塔：314mm（最厚部） |

サヴォア(Savoie）はフランス海軍の超弩級戦艦。元はギリシャ海軍の1914年海軍整備計画に基づき、プロヴァンス級戦艦の準同型艦として設計・起工された艦をフランス海軍が取得して建造続行した艦であるが、第一次世界大戦の勃発により建造中止された。

## 概要
本艦はギリシャ海軍が宿敵オスマン帝国海軍がイギリスに13.5インチ砲を持つ超弩級戦艦「レシャディエ（Reshaddieh）」を発注したのに対抗して、戦艦建造に実績のあるフランスに発注した。ギリシャ海軍創成期にフランスには海防戦艦「イドラ級」を発注した経緯があり、久しぶりにフランスに発注することとなった。艦名は「ヴァシレフス・コンスタンチノス（Vasilefs Konstantinos）」と命名され、1914年にペノエ社サン・ナゼール造船所に発注された。しかし、折りしも第一次世界大戦の勃発により、資金繰りに窮乏したギリシャ政府から建造がキャンセルされたが、フランス海軍の戦力増強の為にプロヴァンス級の1隻として取得し、「サヴォア（Savoie）」と改名され建造続行された。しかし、戦時計画の見直しにより資材はフランス陸軍に優先することとなり、完成していない本艦は1916年に建造中止され、解体処分された。

## 艦形
本艦の船体は長船首楼型船体を採用した。前弩級戦艦時代のフランス戦艦伝統の「グランド・テル（Grand Hotel）」と形容される艦上構造物はなりを潜め、装甲司令塔と煙突と単脚式の前後マストと主砲塔以外に艦上構造物はない、簡潔でいて重厚な「鉄の城」と呼べる外観に設計されていた。
垂直に切り立った艦首から「Model 1912 34cm（45口径）砲」を楔形の連装式主砲塔に収め、1番・2番34cm主砲塔を背負い式に2基、その後ろに甲板一段分上がって天蓋部に3連式の測距儀を載せた司令塔の背後に三段の操舵艦橋の背後に単脚式の前部マストが1基、マストの後方に2本煙突が立ち、間に3番34cm主砲塔が前向きに1基を配置していた。2番煙突の後方が艦載艇置き場となっており、2番煙突を基部とするクレーンが片舷1基ずつ計2基により運用される。その後部の甲板上に単脚式の後部マストが1基立ち、後部甲板上に4番・5番34cm主砲塔が後向きに背負い式配置で2基が配置された。艦尾側の甲板上には2条の機雷投下用のレールが設置され、艦内に機雷30発を格納できる設計であった。

## 主砲

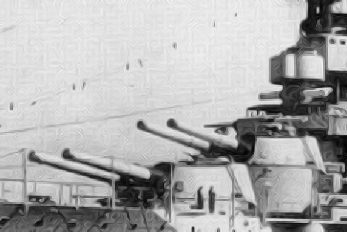
写真はプロヴァンスの34cm（45口径）連装砲塔2基

本艦の主砲には新設計の「Model 1912 34cm（45口径）砲」を採用した。その性能は重量555kgの砲弾を最大仰角12度で14,500mまで届かせることが出来るこの砲を前級と同じく連装砲塔に収めた。俯仰能力は仰角12度・俯角5度である、旋回角度は1番・2番・4番・5番主砲塔は船体首尾線方向を0度として左右150度の広い旋回角度を持つが、2本煙突に挟まれた3番主砲塔のみ前方に30度の射撃停止角度があった。主砲身の俯仰・砲塔の旋回・砲弾の揚弾・装填は主に電力で行われ、補助に人力を必要とした。発射速度は毎分2発である。

### 副砲、その他備砲等
副砲は「Model 1910 13.9cm（55口径）速射砲」を採用した。その性能は重量39.5kgの砲弾を最大仰角25度で16,100mまで届かせることが出来るこの砲を単装砲架で22基を装備した。単装砲架の俯仰能力は仰角25度・俯角7度である、旋回角度は船体舷側方向を0度として左右80度の旋回角度を持ち、砲身の俯仰・砲塔の旋回・砲弾の揚弾・装填は主に人力を必要とした。発射速度は毎分5～6発である。
副砲の配置は、上甲板舷側部にケースメイト配置で片舷で艦首部に前向きで2基+艦橋側面部に2基+船体中央部に3基、3番主砲塔の後部に後向きで片舷2基+5番主砲塔の後部に2基で片舷11基の計22基を装備した。この配置により、艦首方向に最大4門、艦尾方向に最大4門、舷側方向に最大11門を指向することが出来た反面、被弾時に無事な他の砲を一緒に損傷させる恐れがある他に、爆風による影響等の問題もあった。その他に原型に無い装備として上部甲板上に「7.6cm（45口径）速射砲」を片舷3基ずつ計6基、対水雷艇用にオチキス社の「4.7cm（43口径）機砲」を単装砲架で4基、対艦攻撃用に45cm魚雷を発射できる水中魚雷発射管を単装で4基を装備した。45cm魚雷の射程は射程5500mで24本搭載した。他に航路閉鎖用に機雷30発を搭載・投下できた。

## 防御
防御方式は全体防御方式を採用しており、艦首尾部までの舷側全体にまで装甲が張られた。水線中央部の1番から5番主砲塔の間が270mm、艦首尾部では180mmであった。水線下の水密隔壁に8mm装甲板が張られた。
また、水線上部の中央舷側部にも180mmの装甲が張られており、副砲ケースメイト部は重防御であった。主砲前盾は400～250mm、バーベット部が270mmである。
甲板部の水平防御は日露戦争時の戦訓を取り入れて三層全ての甲板に装甲が施され、船首楼甲板：30mm、第一甲板：40mm、主防御甲板は傾斜部が70mmで平坦部は45mmである。艦底部は舷側バルジから延ばされた二重底であり、この時代の水雷防御として同時期トップクラスの防御を持っていた。